# Shawn Hatosy
Shawn Hatosy, né le 29 décembre 1975 à Ijamsville (en), dans le Maryland, est un acteur américain. 
Il est surtout connu pour son rôle d'Andrew Cody, alias Pope dans la série télévisée Animal Kingdom.

## Biographie
Shawn Hatosy est né le 29 décembre 1975 à Frederick, dans le Maryland (États-Unis). Ses parents Carol Ann (née Owens) et Wayne Thomas Hatosy.

### Vie privée
Il est marié à Kelly Albanese depuis 2010. Ils ont trois fils, Jordan Cassius Hatosy, né en 2006, Leo Hatosy et Finn Jones Hatosy.

## Filmographie

### Cinéma
- 1995 : Week-end en famille (Home for the Holidays) de Jodie Foster : Un homme
- 1996 : No Way Home de Buddy Giovinazzo : Sean
- 1997 : Les Années rebelles (Inventing the Abbotts) de Pat O'Connor : Victor
- 1997 : All Over Me d'Alex Sichel: Gus
- 1997 : Niagara, Niagara de Bob Gosse : Un homme au lycée
- 1997 : In and Out de Frank Oz : Jack
- 1997 : Postman (The Postman) de Kevin Costner : Billy
- 1998 : The Faculty de Robert Rodriguez : Stan Rosado
- 1999 : Les Années lycée (Outside Providence) de Michael Corrente : Timothy Dunphy
- 1999 : Simpatico de Matthew Warchus : Vinnie Webb jeune
- 1999 : Ma mère, moi et ma mère (Anywhere But Here) de Wayne Wang : Benny
- 1999 : The Joyriders de Bradley Battersby : Cam
- 2000 : In Love (Down to You) de Kris Isacsson : Eddie Hicks
- 2000 : Borstal Boy de Peter Sheridan : Brendan Behan
- 2001 : Sex trouble (Tangled) de Jay Lowi : David Klein
- 2002 : John Q de Nick Cassavetes : Mitch Quigley
- 2003 : Ivresse et Conséquences (A Guy Thing) de Chris Koch : Jim
- 2003 : Lady Chance (The Cooler) de Wayne Kramer : Mikey
- 2003 : 11:14 de Greg Marcks : Duffy
- 2003 : Dallas 362 de Scott Caan : Rusty
- 2005 : Swimmers de Doug Sadler : Clyde Tyler
- 2005 : Little Athens de Tom Zuber : Carter
- 2006 : Alpha Dog de Nick Cassavetes : Elvis Schmidt
- 2006 : Factory Girl de George Hickenlooper : Syd Pepperman
- 2007 : Le Prix de la rançon (Nobel Son) de Randall Miller : Thaddeus James
- 2008 : Familiar Strangers de Zackary Adler : Brian Worthington
- 2008 : Projet Lazarus de John Glenn : Ricky Garvey
- 2009 : Public Enemies de Michael Mann : Agent John Madala
- 2010 : Bad Lieutenant : Escale à La Nouvelle-Orléans (Bad Lieutenant : Port of Call New Orleans) de Werner Herzog : Armant Benoit
- 2011 : Au bout de la nuit 2 (Street Kings 2 : Motor City) de Chris Fisher : Inspecteur Dan Sullivan
- 2015 : Mountain Rest d'Alex O Eaton : Bascolm
- 2019 : The Bygone de Graham Phillips et Parker Phillips : Paris
- 2026 : Ready or Not 2: Here I Come de Tyler Gillett et Matt Bettinelli-Olpin

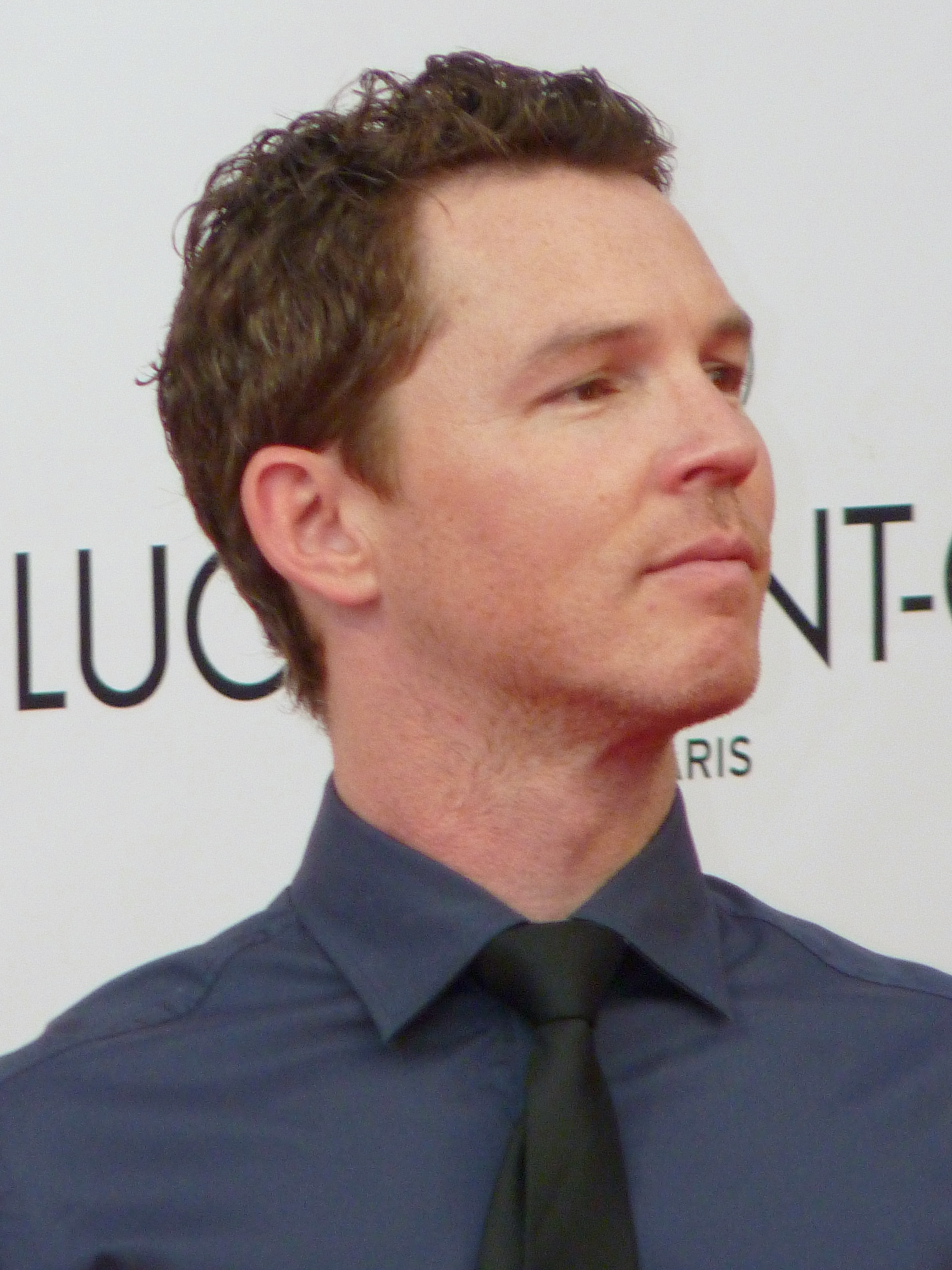
En 2012 au Festival de Monte-Carlo.

### Télévision

#### Séries télévisées
- 1995 : Homicide : Lyle Warner
- 1996 : New York, police judiciaire (Law and Order) : Chester Manning (saison 6, épisode 16)
- 2001 - 2002 : Felicity : Owen
- 2002 : Six Feet Under : Brody Farrell
- 2003 : La Treizième Dimension (The Twilight Zone) : Mario Devlin
- 2006 : Urgences (ER) : Willis Peyton
- 2006 - 2007 : Numbers : Dwayne Carter
- 2007 : Earl (My Name Is Earl) : John Clevenger
- 2007 : Drive : Rob Laird
- 2009 : New York, section criminelle (Law and Order : Criminal Intent) : Larry Clay (saison 8, épisode 10)
- 2009 - 2013 : Southland : Sammy Bryant
- 2010 : Dexter : Boyd Fowler
- 2010 : Les Experts : Miami (CSI : Miami) : Jason Kreeger
- 2011 : Esprits criminels (Criminal Minds) : Jimmy Hall
- 2011 : Los Angeles, police judiciaire (Law and Order : Los Angeles) : Larry Sheppard (saison 1, épisode 15)
- 2011 : Hawaii 5-0 : Marshall Martell
- 2012 : New York, unité spéciale (Law and Order : Special Victims Unit) : Kevin Fahey (saison 13, épisode 18)
- 2012 : Longmire : Levi Giggs
- 2013 : Body of Proof : Karl Simmons
- 2014 : Reckless : La Loi de Charleston (Reckless): Terry McCandless
- 2015 : Fear the Walking Dead : Andrew Adams
- 2015 : Harry Bosch (Bosch) : Johnny Stokes
- 2016 - 2022 : Animal Kingdom : Pope
- 2017 : Flaked : Karel
- 2022 : SEAL Team : Marc Lee
- 2024 : Chicago P.D. : Député adjoint Charlie Reid
- 2024 : New York, police judiciaire : officier Nick Riley (saison 22, épisode 14)
- 2025 : The Pitt. : Jack Abbot (2 Episodes 1 - 12)

#### Téléfilms
- 1995 : Cap sur l'enfer (Inflammable) de Peter Werner : Quentin Vale
- 1996 : Double Jeopardy de Deborah Dalton : Derek Kaminski
- 1999 : Témoins sous contrôle (Witness Protection) de Richard Pearce: Sean Batton
- 2003 : Soldier's Girl de Frank Pierson : Justin Fisher
- 2004 : Un ticket pour le paradis (The Winning Season) de John Kent Harrison : Joe Stoshack
- 2005 : Faith of My Fathers de Peter Markle : John McCain